# В'єт Тан Нґуєн
В'єт Тан Нґуєн (англ. Viet Thanh Nguyen; нар. 13 березня 1971, Буонметгуот, В'єтнам) — американський письменник в'єтнамського походження. Працює у жанрі короткої прози та нехудожньої літератури. Професор Університету Південної Каліфорнії. Лауреат Пулітцерівської премії за художню книгу 2016 року за свій дебютний роман «Симпатик». У 2017 році отримав «Стипендію Мак-Артура».

## Біографія
В'єт Тан Нґуєн народився 13 березня 1971 року в місті Буонметгуот, В'єтнам. Його батьки іммігрували у 1954 році з Північного В'єтнаму на південь у Республіку В'єтнам.
У 1975 році, після захоплення міста Сайгону, столиці Південного В'єтнаму, комуністами, його сім'я переїхала до США. Спочатку вони мешкали у таборі для біженців з В'єтнаму в Форті Індіанавн Ґап. У 1978 році сім'я переїхала до міста Гаррісберґ, Пенсільванія.
Згодом В'єт Тан Нґуєн разом із сім'єю переїхав у Сан-Хосе, Каліфорнія, США. Тут Нґуєн навчався у католицькій початковій школі Святого Патрика та закінчив Беллармінський коледж.
У 1992 році Нґуєн закінчив Каліфорнійський університет в Берклі, отримавши ступінь бакалавра мистецтв. У травні 1997 року став доктором філософії. Цього ж року Нґуєн переїхав до Лос-Анджелеса, де почав працювати в Університеті Південної Каліфорнії.

## Творчість
2016 року дебютний роман В'єта Тана Нґуєна «Симпатик»  відзначено Пулітцерівською премією, та преміями: «Едгара Алана По», «Ендрю Карнегі» від Американської бібліотечної асоціації, «Дублінську літературну премію» (2017), «Center for Fiction First Novel Prize», а також Asian/Pacific American Awards for Literature in Fiction, став книгою року за версією «The New York Times», «Wall Street Journal».
В'єт Тан Нґуєн написав документальний роман «Nothing Ever Dies: Vietnam and the Memory of War», що оповідає про події В'єтнамської війни.
Крім викладацької та літературної діяльності, В'єт Тан Нґуєн є культурним критиком у «Лос-Анджелес Таймс».

## Переклади українською мовою
- В'єт Тан Нґуєн. «Симпатик». Переклад з англійської Олена Оксенич. Видавництво: «Книжковий Клуб «Клуб сімейного дозвілля». 2017. 464 с. ISBN 978-617-12-3468-0[13][14]